# Lower.comフィールド
Lower.comフィールド（Lower.com Field）は、アメリカ合衆国・オハイオ州コロンバスにあるサッカー専用スタジアム。2021年よりコロンバス・クルーがホームスタジアムとして使用している。

## 概要
2019年10月10日、コロンバス・クルーの新たなホームスタジアムとして建設され初め、竣工直前の2021年6月15日、契約年数非公開でオンライン不動産会社のLower.comがスタジアムの命名権を獲得したため、Lower.comフィールド（Lower.com Field）へ改名された。
2021年7月3日、スタジアムの一部は未完成ながらコロンバス・クルー対ニューイングランド・レボリューションの試合でこけら落としとなり、2-2での引き分けに終わった。この試合で先制点を決め、新スタジアム最初の得点者となったのはタジョン・ブキャナンである。
スタジアムの所有者はクラブではなく、スタジアムのあるコロンバス自治体であるため、クラブは年間10ドルの賃貸料を同自治体に支払っており、2047年にスタジアムの不動産価格30%で買い取る予定。

## 開催された主な試合

### サッカー
- 2022 FIFAワールドカップ・予選

| 日付           | ホームチーム   | 結果 | アウェーチーム | ラウンド |
| -------------- | -------------- | ---- | -------------- | -------- |
| 2021年10月13日 | アメリカ合衆国 | 2-1  | コスタリカ     | 最終予選 |
| 2022年1月27日  | アメリカ合衆国 | 1-0  | エルサルバドル | 最終予選 |

- 国際親善試合(女子）

| 日付         | ホームチーム   | 結果 | アウェーチーム | ラウンド |
| ------------ | -------------- | ---- | -------------- | -------- |
| 2022年4月9日 | アメリカ合衆国 | 9-1  | ウズベキスタン | 親善試合 |

## ギャラリー

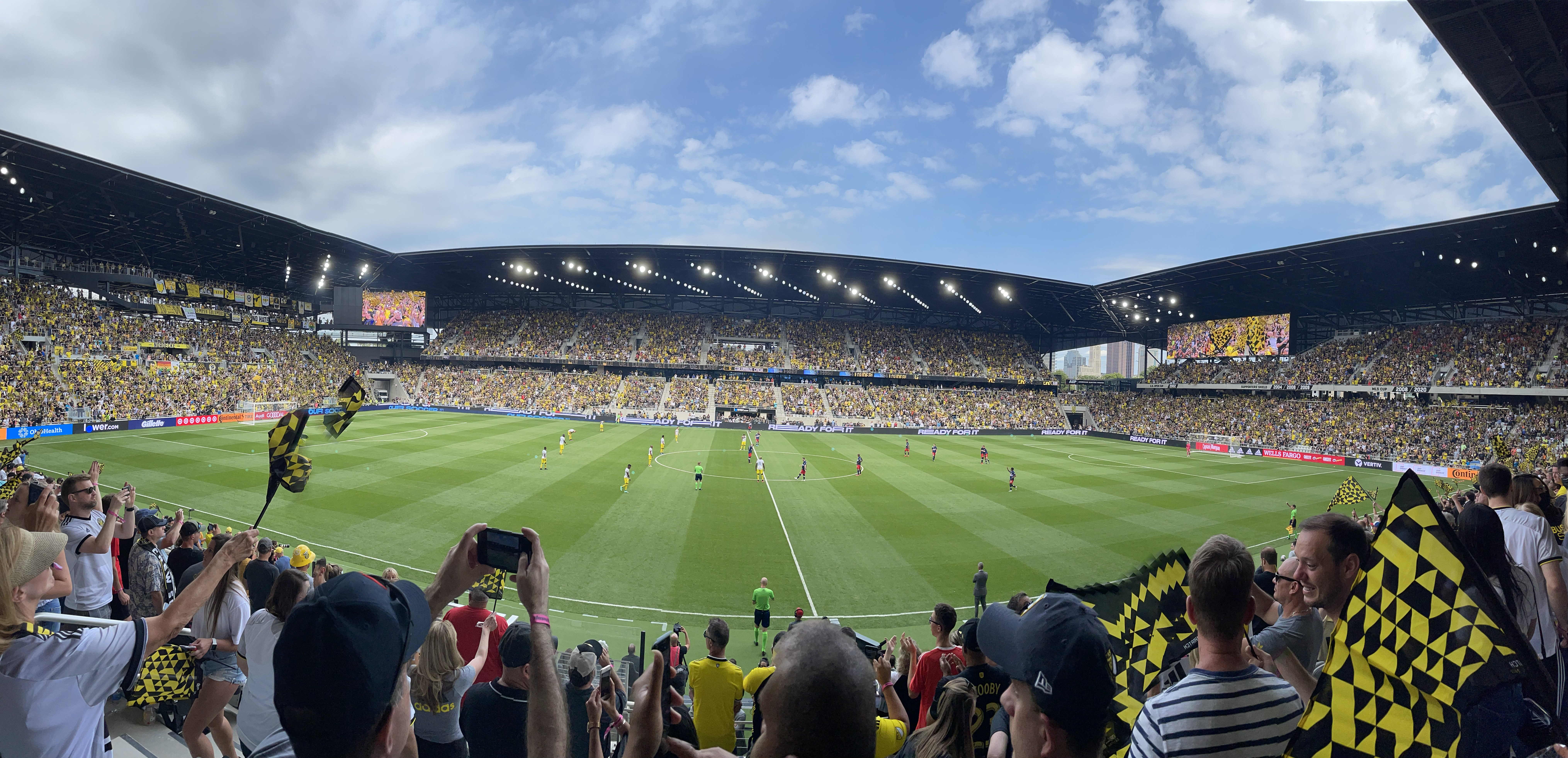
オープニングマッチ
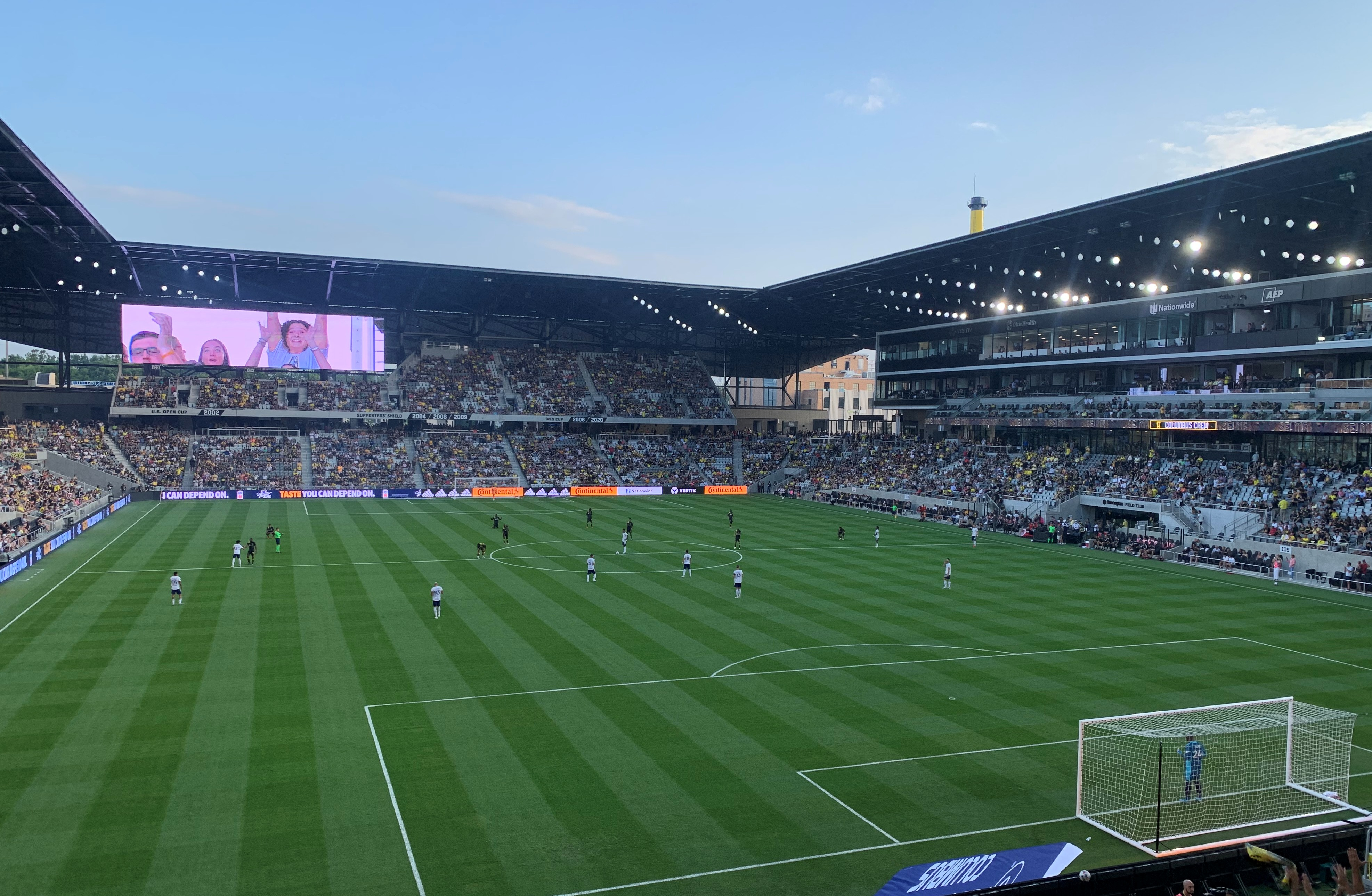
内観
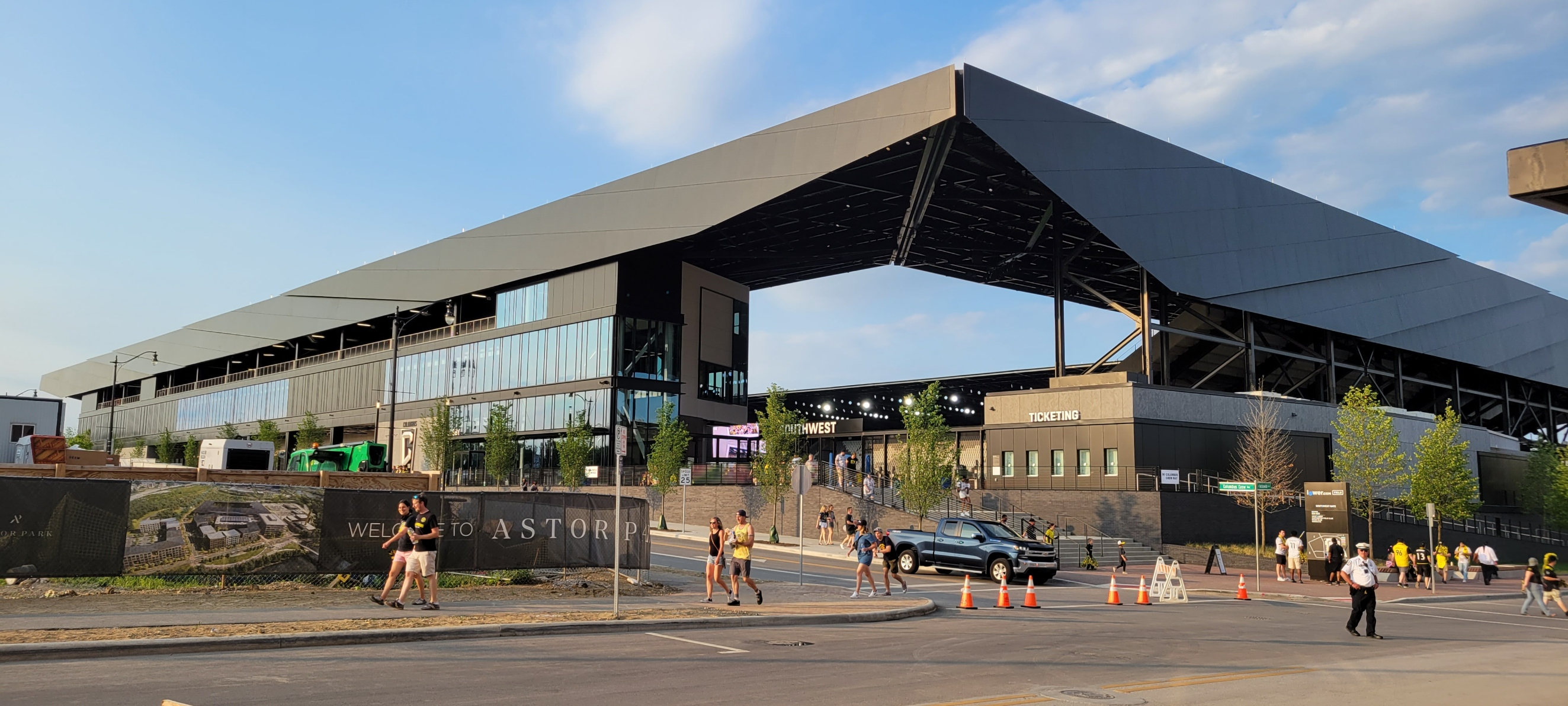
外観
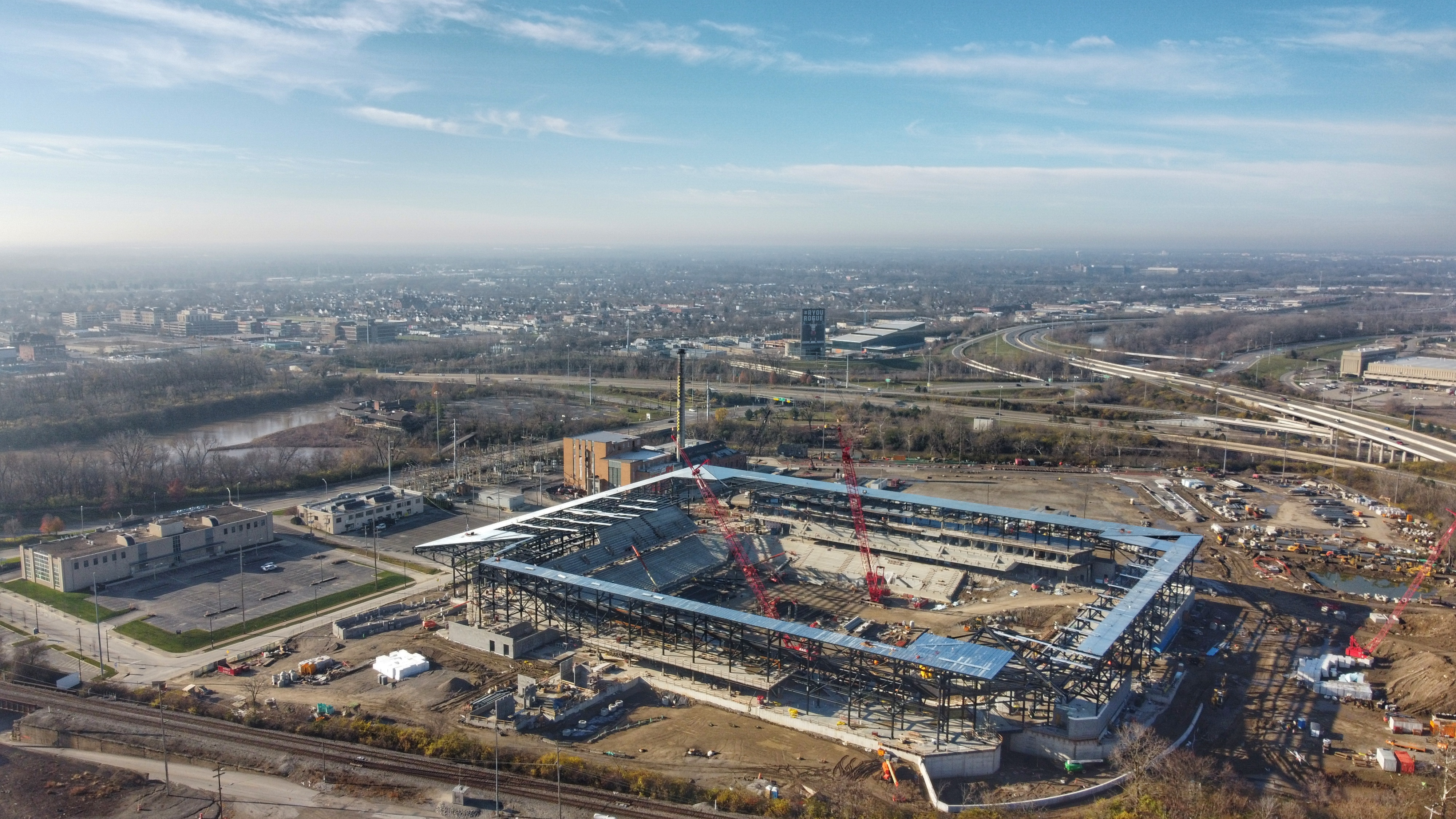
建設途中のスタジアム